# Демпінг
Де́мпінг (англ. dumping — скидання) — продаж товарів за цінами, нижчими від контрактних на міжнародних товарних ринках, за умови, що низький рівень ціни не зумовлюється відповідним рівнем витрат на виробництво цього товару. Оскільки демпінг порушує правила справедливої конкуренції та завдає збитків місцевим виробникам, держава може застосовувати до демпінгових товарів антидемпінгові заходи, які можуть включати застосування антидемпінгового мита, встановлення обмежень на їх імпорт, тощо.
Згідно зі ст. 1 Закону України «Про захист національного товаровиробника від демпінгового імпорту» демпінг — ввезення на митну територію України товару за цінами, нижчими від порівнянної ціни на подібний товар у країні експорту, що заподіює шкоду національному товаровиробнику подібного товару.

## Різновиди демпінгу
Сучасне законодавство розвинених країн розрізняє два основних типи демпінгу:
- ціновий демпінг — продаж на експортному ринку товару за ціною, яка нижче його ціни на національному ринку;
- вартісний демпінг — продаж товару на експортному ринку за ціною, яка нижче його вартості.

У комерційній практиці демпінг може набувати одну з наступних форм:
- постійний демпінг — постійний експорт товарів за ціною, нижчою від нормальної ціни;
- випадковий (спорадичний) демпінг — тимчасовий епізодичний продаж товарів на зовнішньому ринку за низькими цінами у зв'язку з тим, що у експортерів накопичились великі запаси товарів;
- розбійницький (умисний) демпінг — тимчасове зниження експортних цін (нижче цін свого внутрішнього ринку і навіть нижче витрат виробництва) з метою витіснення конкурентів з ринку і наступне підвищення цін (іноді навіть до більш високого рівня, ніж до зниження цін). Це означає встановлення монопольних цін;
- зворотний демпінг — продаж товару всередині країни за цінами, нижчими від експортних; використовується у випадку непередбачуваних різких коливань курсів валют;
- взаємний (зустрічний) демпінг — взаємні (зустрічні) поставки одного і того ж товару між двома країнами за заниженими, демпінговими цінами; використовується в умовах високої монополізації ринку певного товару в кожній країні.